# Sveptunnelmikroskop

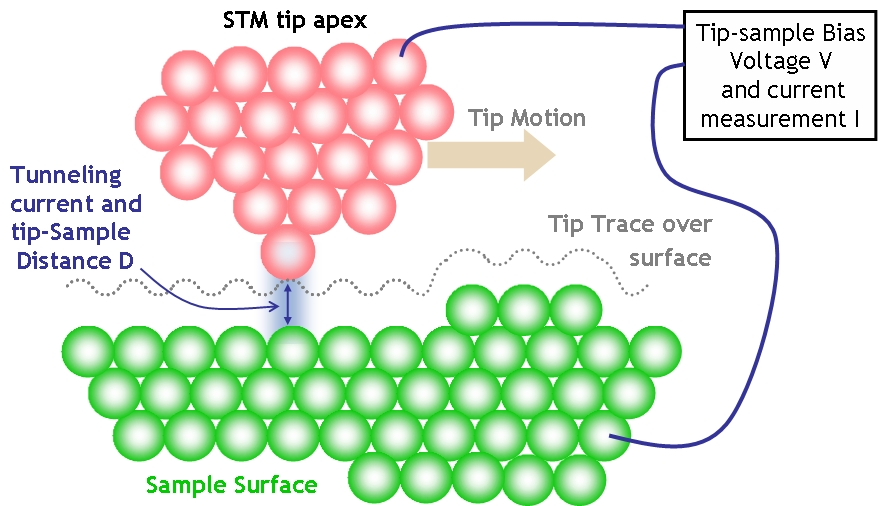
Grundprincipen för STM.

Sveptunnelmikroskop (STM) är ett icke-optiskt mikroskop med tillräckligt bra upplösning för att kunna särskilja atomer. Verkningsprincipen beror på den kvantmekaniska tunneleffekten av elektroner från en spets som sveper över en yta. Instrumentet uppfanns av Gerd Binnig och Heinrich Rohrer 1982 vid IBM i Zürich. Uppfinningen gav dem Nobelpriset i fysik 1986.

## Bakgrund
I klassisk fysik kan partiklar inte komma på andra sidan av en tröskel om de inte har tillräckligt med kinetisk energi för att komma på toppen av barriären. Inom kvantfysik är det dock inte längre sant. När avstånden blir så små att de är jämförbara med de Broglie-våglängden av en elektron, kan de "tunnla" till andra sidan av ett isolerande vakuum. Vid ett avstånd på ungefär en nanometer mellan en spets och en metallyta, ger det en mätbar elektrisk ström vid spänningsskillnader på ungefär 1 volt eller mindre. Denna ström är exponentiellt beroende på avståndet och tilltar tiofalt när avståndet blir 10 % mindre.

## Galleri

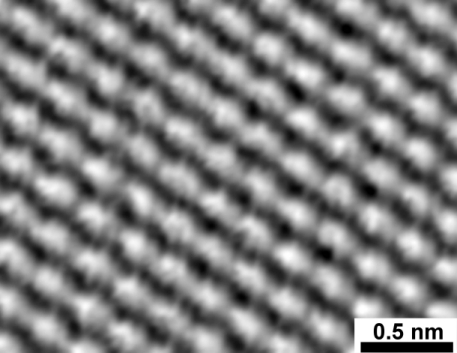
Ytan av grafit
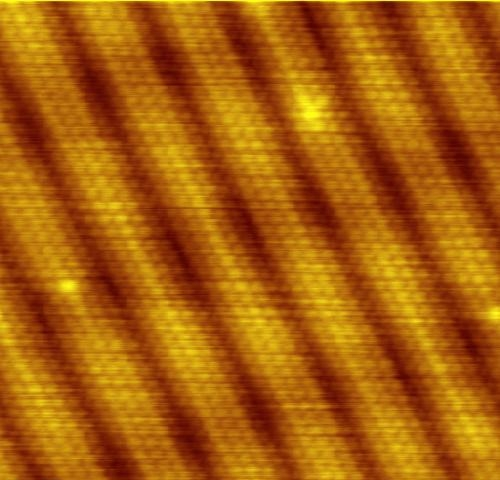
Atomär upplösning av guldatomer på en yta med "ränder"
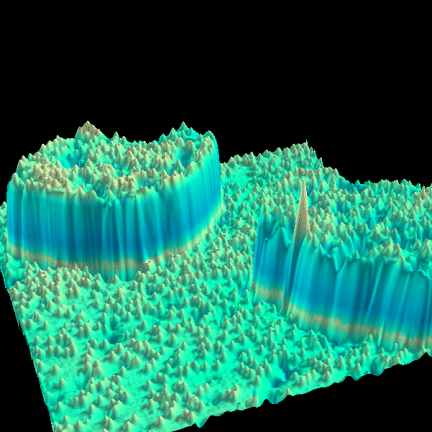
Kromatomer i en yta av järn; "öarna" är ett atomskikt högre.
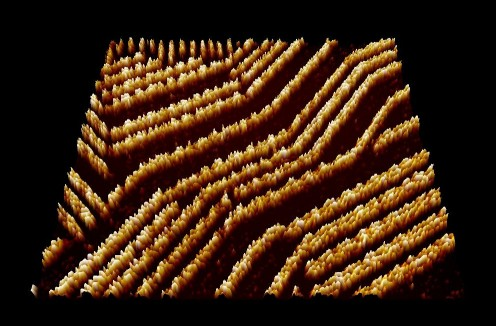
Organiska molekyler som spontant bildar kedjor på en grafityta